# Ctenusa marginalis
Ctenusa marginalis là một loài bướm đêm trong họ Noctuidae.